# Giulio Marino
Giulio Marino (Catanzaro, 11 novembre 1842 – Crotone, 8 febbraio 1901) è stato un cittadino italiano, identificato come guardia civica e sovrintendente ai giardini pubblici di Crotone, di cui George Gissing fece un vivido ritratto nel suo diario di viaggio Sulla riva dello Jonio, a seguito di una casuale, ma intensa chiacchierata con lo stesso nei giardini del cimitero crotonese, luogo in cui Gissing immancabilmente si recava (lo racconta egli stesso) in ogni città visitata.

## Biografia
L'identificazione del "custode" del cimitero di Cotrone con Giulio Marino è nota in letteratura dopo gli studi svolti da Pierre Coustillas, professore emerito di Letteratura inglese alla Sorbona e all'Università di Lilla, specialista dell'opera di Gissing. La biografia di Giulio Marino è stata approfondita anche da Daniele Cristofaro in una sua monografia su Gissing, pubblicata nel 2005. Ma fu grazie ai ricordi familiari, del nipote diretto Giulio (1924-1999) che, leggendo "Sulla Riva dello Jonio" nell'edizione del 1957 curata dall'editore Cappelli, ravvisò inequivocabili analogie tra "l'amabile custode del Cimitero di Cotrone" descritto da Gissing ed il proprio avo, di cui peraltro conservava un'antica fotografia scattata a Saint Moritz (la stessa che vediamo oggi, rappresentata in molte moderne edizioni e traduzioni di "By the Jonian Sea"), ed anche grazie alle ricerche negli archivi comunali di Crotone effettuate dal pronipote Alfredo Marino alla fine del secolo scorso (1990) che si poté  stabilire con certezza che Giulio Marino fosse nato a Catanzaro l'11 novembre 1842 da Domenico e Isabella Frijo e che fosse deceduto in Crotone l’8 febbraio 1901. Si presume amasse la lettura e le novità scientifiche, ne fanno fede i testi appartenuti alla sua biblioteca personale, in parte ereditata da suo figlio primogenito Domenico Adalberto (1880-1968), ufficiale della Regia Marina, poi da suo nipote Giulio. Tra dette opere spiccavano alcuni testi filosofici, le poesie di Giuseppe Giusti, di Thomas Moore e gli scritti di Charles Darwin. Egli aveva viaggiato molto in tutta Europa (soggiornando lungamente a Londra e trascorrendo dei periodi anche a Saint Moritz, in Svizzera) al seguito di un aristocratico di Crotone, il barone Luigi Berlingeri (1816-1900) del quale godeva stima e grande fiducia. Non era, in realtà, "custode" del cimitero (come erroneamente riportato dal Gissing), ma Guardia Civica del Municipio di Cotrone, con il compito di sovrintendere ai giardini di Crotone e, in tale veste, curava i giardini della villa comunale e quelli del cimitero. A lui si deve, tra l'altro, la realizzazione della prima alberatura del bel Viale Regina Margherita.

### Il personaggio letterario
Alla fine del 1897 lo scrittore classicista inglese George Gissing (1857–1903) fece un viaggio nell'Italia meridionale alla ricerca dei luoghi nei quali era fiorita la civiltà della Magna Grecia; le impressioni del viaggio vennero pubblicate nel 1901 nell'opera By the Ionian Sea più nota in Italia col titolo Sulla riva dello Jonio. Il custode del cimitero di Cotrone, così si chiamava la città di Crotone all'epoca, è una delle figure descritte con maggior simpatia ed efficacia. Gissing era rimasto colpito negativamente dalla città e dagli abitanti; in particolare il sindaco, un ricco proprietario terriero (il marchese Anselmo Berlingeri), gli aveva concesso con riluttanza il permesso di visitare un aranceto e aveva scritto sul lasciapassare parole offensive per lo studioso («senza nulla toccare»). Né migliore impressione gli avevano fatto altri appartenenti alla classe dirigente crotonese. Gissing rimase pertanto sorpreso allorché si rese conto che colui che gli apparve come custode del Cimitero era un gentiluomo intelligente («un uomo molto più raffinato nel contegno e nel parlare di quanto si trovi comunemente in questa regione»; «mi dispiacque di non aver trovato lui seduto nella poltrona del Sindaco quella mattina»), competente (quasi «senza aiuti aveva trasformato il recinto in un bel giardino, dalla sciagurata sterpaglia che era prima»), cosmopolita («aveva viaggiato per tutta l'Europa»), gentile («Quando me ne andai, quell'uomo cortese mi dette un gran mazzo di fiori, còlti con gran cura, rammaricandosi molto di non potermene offrire di più belli, a causa della stagione troppo avanzata»).
Il ritratto di Gissing spingerà attorno al 1912 lo scrittore Norman Douglas ad andare a Crotone per conoscere «the amiable guardian of the cemetery», ma questi era morto nel 1901, l'anno in cui era stato pubblicato By the Ionian Sea, ed era seppellito in una semplice tomba che Douglas fotografò, pubblicando la foto in "Old Calabria".